# Otto (New York)
Pour les articles homonymes, voir Otto.
Otto est une ville située dans le comté de Cattaraugus, dans l'État de New York, aux États-Unis,. En 2020, elle comptait une population de 775 habitants, estimée au 1er juillet 2021 à 768 habitants. La ville est baptisée en référence à Jacob S. Otto de la Holland Land Company (en)

## Démographie
Lors du recensement de 2020, la ville comptait une population de 775 habitants. Elle est estimée, en 2021, à 768 habitants.